# Lumajang
Lumajang este un oraș din Indonezia.